# Membrana de Bruch
La membrana de Bruch és una prima capa refractil de cèl·lules i fibres localitzada entre la capa coriocapil·lar i l'epiteli pigmentari de la retina. També rep el nom de làmina vítria. Presenta cinc capes.

## Capes de la membrana de Bruch
- Làmina basal de les cèl·lules endotelials de la capa coriocapil·lar.
- Capa de fibres col·làgenes de prop de 0,5 micròmetres de diàmetre.
- Capa de fibres elàstiques d'uns 2 micròmetres de diàmetre.
- Segona capa de col·làgenes.
- Altra làmina basal de les cèl·lules epitelials de la retina.

L'aspecte final és el d'un aparedat de fibres elàstiques.